# Technika scenariusza
Technika scenariusza – technika manipulacji opisywana w psychologii społecznej. Opiera się na odkryciu, że wyobrażanie pewnych działań traktowane jest przez człowieka po części jako ich wykonywanie. Przykład: wyobrażenie sobie o tym, że leży się na plaży i opala. To zwalnia rytm serca, mięśnie się rozluźniają wolniej oddychamy, tak jak rzeczywiście by się leżało na plaży.
Psychologowie odkryli, że ćwiczenie działań tylko w wyobraźni poprawia ich faktyczne wykonanie – myślenie o jakimś wyrazie wywołuje niezauważalne ruchy krtani i warg, zaś myślenie o poruszaniu się idzie w parze ze wzbudzeniem aktywności odpowiednich nerwów i mięśni.
Technika scenariusza polega więc na skłonieniu kogoś do wytworzenia odpowiednich wyobrażeń, co powoduje, że jest bardziej skłonny do ich wykonania.

## Przykłady
- Sprzedawcy zachęcają klienta do przymierzenia sukienki czy marynarki. To wywołuje chwilowe wyobrażenie, że się daną część garderoby rzeczywiście ma.
- Salony samochodowe proponują jazdę próbną. Wywołuje to u klienta fantazję, że prowadzi własny samochód.
- Podobnie działa wręczenie „darmowej” próbki produktu i promocja. Prosi się klienta, aby dany produkt wziął do ręki „sprawdził, jak mu się podoba”, „ucieszył się nim” itp.
- Psychoterapeuta mówi do klienta: „Wyobraźmy sobie na potrzeby chwili, że jest pan zdrowy i potrafi się cieszyć smakiem chleba”.
- Matka mówi do dziecka: „Za chwilę na ciebie nakrzyczę”, na co dziecko zwykle reaguje tak jakby rzeczywiście nakrzyczała.